# Junius Frey
Pour les articles homonymes, voir Frey.
Junius Frey, né à Brünn le 12 juillet 1753 et guillotiné à Paris le 5 avril 1794, est un alchimiste, écrivain et poète d'origine bohémienne, naturalisé français.

## Biographie
De son vrai nom Moses Dobruška, il appartient aux élites juives de Bohême proches du sectaire Jacob Franck, dont il est le petit cousin. Converti en 1775 au catholicisme, puis anobli, il prit le nom de Franz Thomas von Schönfeld. Proche de la cour de Joseph II, pour qui il effectua peut-être quelques missions, il devint le principal inspirateur d'une obédience maçonnique allemande, l'Ordre des Frères de St. Jean l'Evangéliste d'Asie en Europe, à laquelle il contribua à donner une orientation kabbalistique. En même temps, il est aussi membre des Illuminés de Bavière.
Il rallia la France révolutionnaire en 1792, sous le nom de Junius Frey. Le décret du 26 août 1792 de l’Assemblée nationale législative conférant le titre de citoyen français à plusieurs étrangers mentionne qu'un citoyen anonyme demanda que son nom fût ajouté à la liste, ainsi que son frère Emmanuel. Menant un grand train, adoptant un mode de vie très éloigné de la rigueur jacobine, il fut soupçonné d'espionnage et de prévarication, en dépit de son activité et de ses publications en faveur de la Révolution.
Compromis avec François Chabot, qui a épousé sa sœur Léopoldine, il est guillotiné avec son frère Emmanuel Frey, son secrétaire le Danois Jean-Frédéric Diederichsen et les dantonistes le 5 avril 1794.

## Philosophie sociale dédiée au peuple français
Junius Frey publie en 1793 Philosophie sociale dédiée au peuple français, qu'il considère comme sa contribution à la Révolution française. « Le texte même est une synthèse des idées de Locke, de Rousseau et de Kant » selon Gershom Scholem. Frey se donne pour objectif de percer les fondements théologiques du régime démocratique, et propose une analyse des constitutions de Moïse, Solon et Jésus. Dans une critique empreinte de frankisme, il dénonce la loi de Moïse, qui aurait perpétué l'ignorance du peuple hébreu, au lieu de lui révéler les enseignements vrais de la chimie et de la physique : « tous nos reproches vont au contraire tomber avec justice et raison sur Moïse seul... qui savait couvrir la vérité d'un voile si épais, si durable, qu'il est parvenu jusqu'à nous, sans que des millions d'hommes aient pu le percer ; et qu'encore aujourd'hui des millions d'hommes aient pu le percer ; et qu'encore aujourd'hui des millions pensent trouver dans ces vérités célestes, diamétralement opposées à nos vérités terrestres, l'établissement et l'appui de la royauté, contraire à la nature et à tous les principes ».
Cette critique du régime institué par Moïse doit être reliée autant aux idées de Voltaire et Rousseau qu'aux conceptions de Jacob Frank : « les lois de Moïse qui pèsent sur le peuple et lui nuisent, mais la Loi de l'Eternel est intègre (temima), car elle n'a jamais été proférée ».

## Œuvre
- Junius Frey, Philosophie sociale dédiée au peuple français, Paris, Froullé, 1793, version numérique